# Dorfkirche Meilendorf

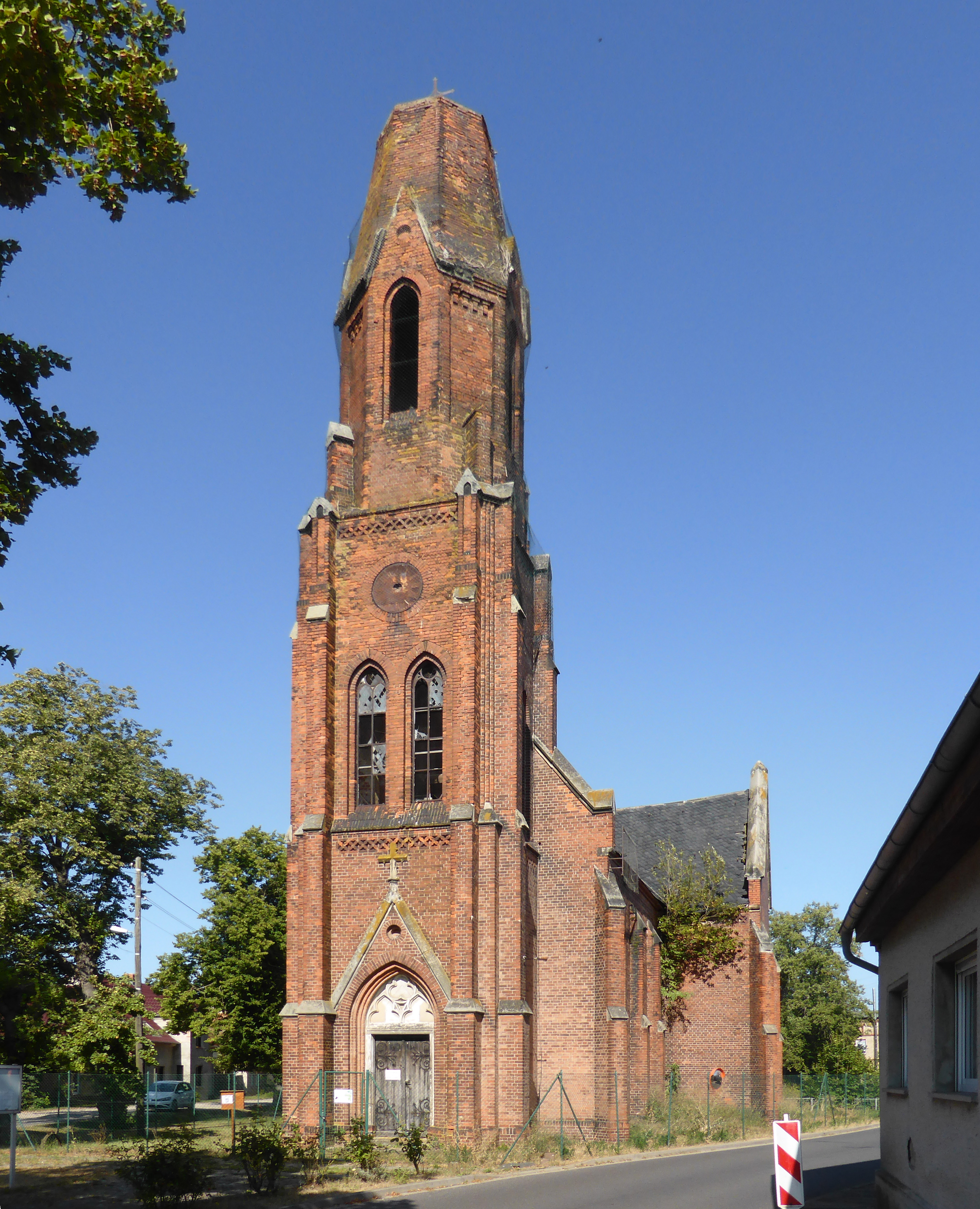
Ansicht von Westen

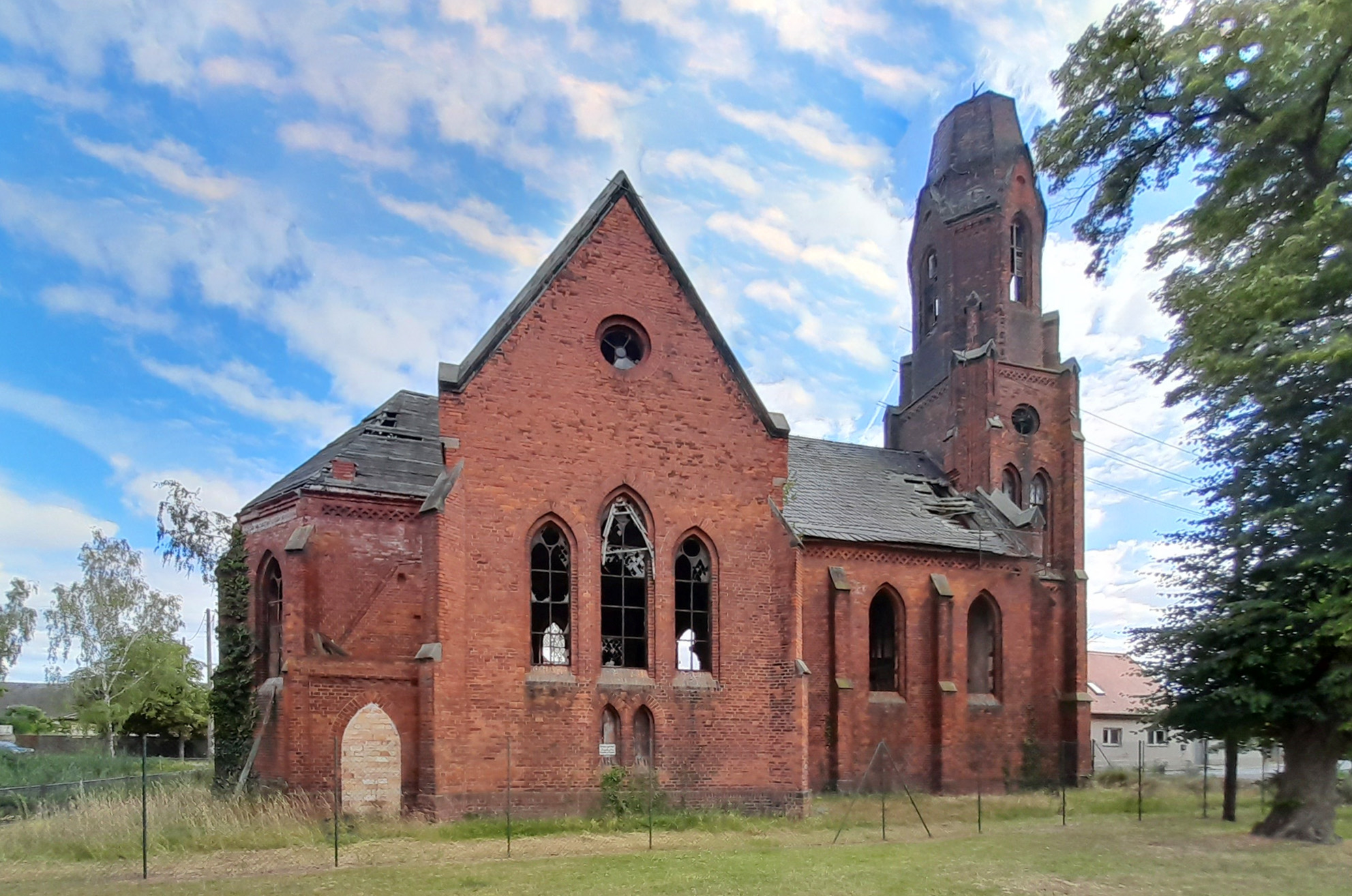
Ansicht von Süden

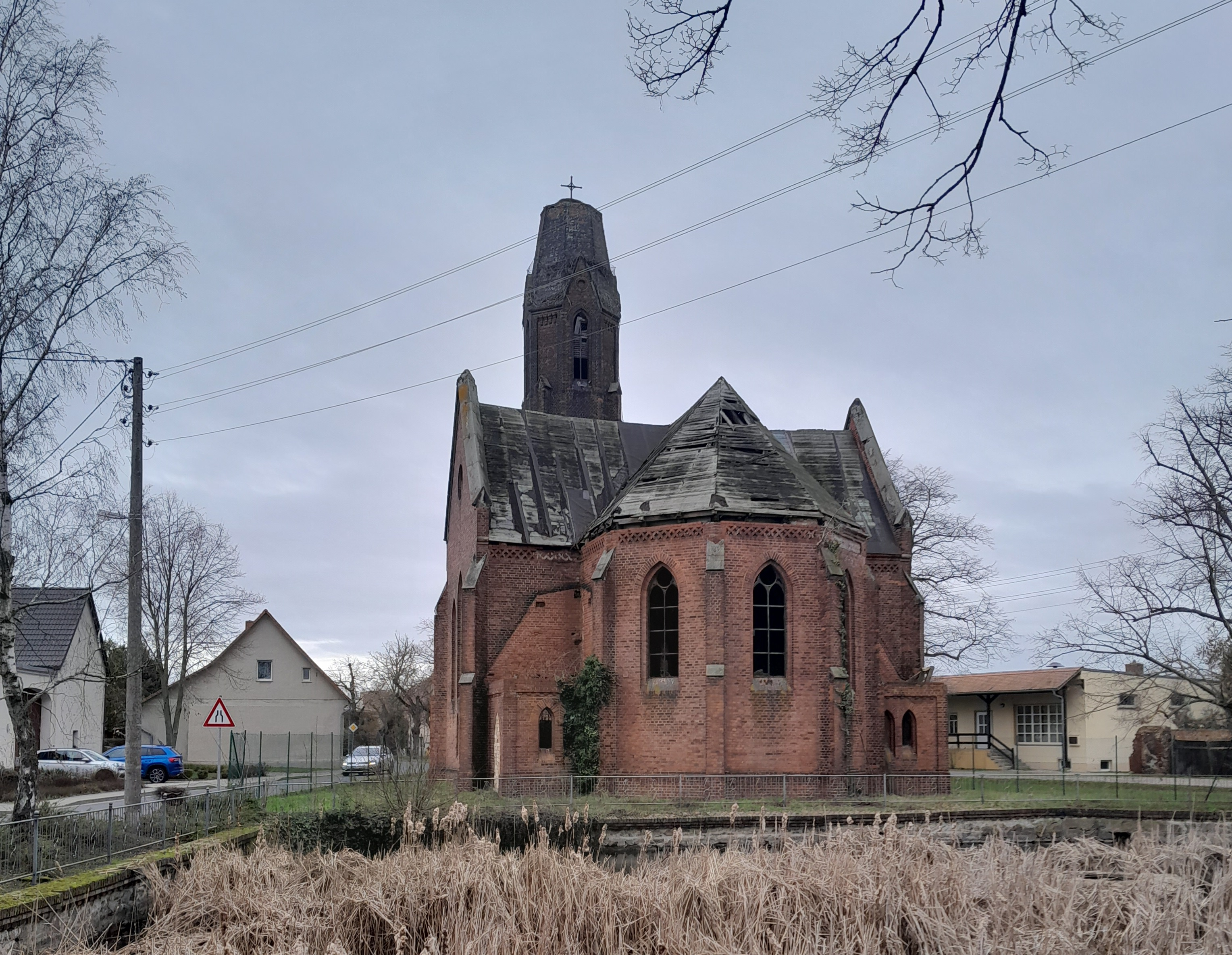
Ansicht von Osten

Die Dorfkirche Meilendorf in der Stadt Südliches Anhalt im Landkreis Anhalt-Bitterfeld in Sachsen-Anhalt steht – als Ruine – unter Denkmalschutz und ist im Denkmalverzeichnis mit der Erfassungsnummer 094 70222 als Baudenkmal eingetragen.

## Lage
Auf dem zentralen Platz des Rundlings steht die Kirche von Meilendorf westlich des Teiches. Westlich der Kirche befindet sich ein Völkerschlachtdenkmal.

## Geschichte und Architektur
In den Jahren 1879 und 1880 entstand in Meilendorf eine neugotische Backsteinkirche. Das einschiffige Gotteshaus besitzt ein Querschiff und einen schmalen Westturm, dessen Spitze notdürftig repariert wurde.
Sie ist vermutlich die vierte Kirche an dieser Stelle. Ein erster Bau wird für die Spätromanik angenommen und soll um 1400 durch einen Neubau ersetzt worden sein, wobei unklar bleibt ob dies das ganze Gotteshaus betraf, was eher untypisch für kleine Dörfer in dieser Zeit ist. Vermutet wird der Neubau aufgrund eines Münzfundes, der beim nächsten Neubau der Kirche im Jahr 1717 gemacht wurde. Dieser wurde notwendig, nachdem das Dorf im Dreißigjährigen Krieg im Jahr 1644 niedergebrannt und fast vollständig verlassen wurde. Die barocke Kirche von 1717, gestiftet von Fürst Leopold, galt bereits im Jahr 1752 als baufällig, ihre Orgel von 1800 musste 1860 erneuert werden. Abgerissen wurde die Barockkirche allerdings erst im Jahr 1882. Sie stand somit offensichtlich nicht an derselben Stelle wie der heutige Bau. Vielmehr befand sie sich wie schon ihre Vorgänger auf dem Friedhof. Den Türsturz der barocken Kirche samt Stifter-Inschrift stellte man zunächst auf diesem Friedhof auf, später kam er in den Garten des Amtmannes.
Das Dach des heutigen Baus war zunächst mit einem englischen Schieferdach auf Latten gedeckt, wurde aber 1905 in rheinischem Schiefer auf Schalung neu ausgeführt. Im Zweiten Weltkrieg wurde die Kirche am 15. April 1945, also nur wenige Tage vor Kriegsende, bei Kampfhandlungen beschädigt. Seit dem Jahr 1992 gehört die Kirche der Gemeinde Meilendorf. Die Kirche ist aktuell (Dezember 2017) eine Ruine. Der Ort gehört zum Pfarramt Quellendorf im Kirchenkreis Dessau der Evangelischen Landeskirche Anhalts.

## Inneres und Ausstattung
Das südliche Querschiff war durch eine Holzwand mit Glasfenstern abgetrennt. Im Westen befindet sich die Orgelempore, im Chor der Altarblock. Der Taufstein wurde als Leihgabe an die Kirche in Quellendorf gegeben, im Glockenturm hängt eine Glocke aus dem 14. Jahrhundert.